# 136. вечити дерби у фудбалу
136. вечити дерби у фудбалу је фудбалска утакмица одиграна у Београду 8. априла 2009. године, између Црвене звезде и Партизана. Утакмица се завршила резултатом 2 : 0 (1 : 0) за Партизан.